# 黄楔
黄 楔（ファン・ソル、朝鮮語: 황설/黃楔、1939年4月5日 - 2018年7月28日）は、大韓民国の実業家、政治家。第11代韓国国会議員を務めた。
本貫は昌原黄氏。カトリック教徒。

## 経歴
日本統治時代の慶尚北道栄州郡（現・栄州市）出身。慶北高等学校、嶺南大学校工科大学建築工学科、同大学院修了（建築工学修士）。新原産業株式会社設立者・代表理事・会長、民主正義党創党発起人・倫理委員・交通逓信分科委員長、国会交逓委員会幹事・商工委員、民主正義党国策評価委員を務めた。
2018年7月28日に死去。79歳没。